# Hubert Bray
Hubert Lewis Bray é um matemático estadunidense. É professor de matemática e física da Universidade Duke.
Obteve o grau de bacharel e mestre em matemática e física em 1992 na Universidade Rice e um Ph.D. em 1997 na Universidade Stanford, orientado por Richard Schoen.
Foi palestrante convidado do Congresso Internacional de Matemáticos em Pequim (2002).
Foi eleito fellow da American Mathematical Society.